# Еронго
23°7′0″ пд. ш. 14°52′0″ сх. д. / 23.11667° пд. ш. 14.86667° сх. д.
Еронго (англ. Erongo Region) — область в Намібії. Є однією з 13 адміністративних областей Намібії. Знаходиться в західній частині країни, у центрі атлантичного узбережжя Намібії. Площа області становить 63 539 км². Кількість населення 150 400 осіб (станом на 2011 рік). Адміністративний центр — місто Свакопмунд (англ. Swakopmund).

## Географія

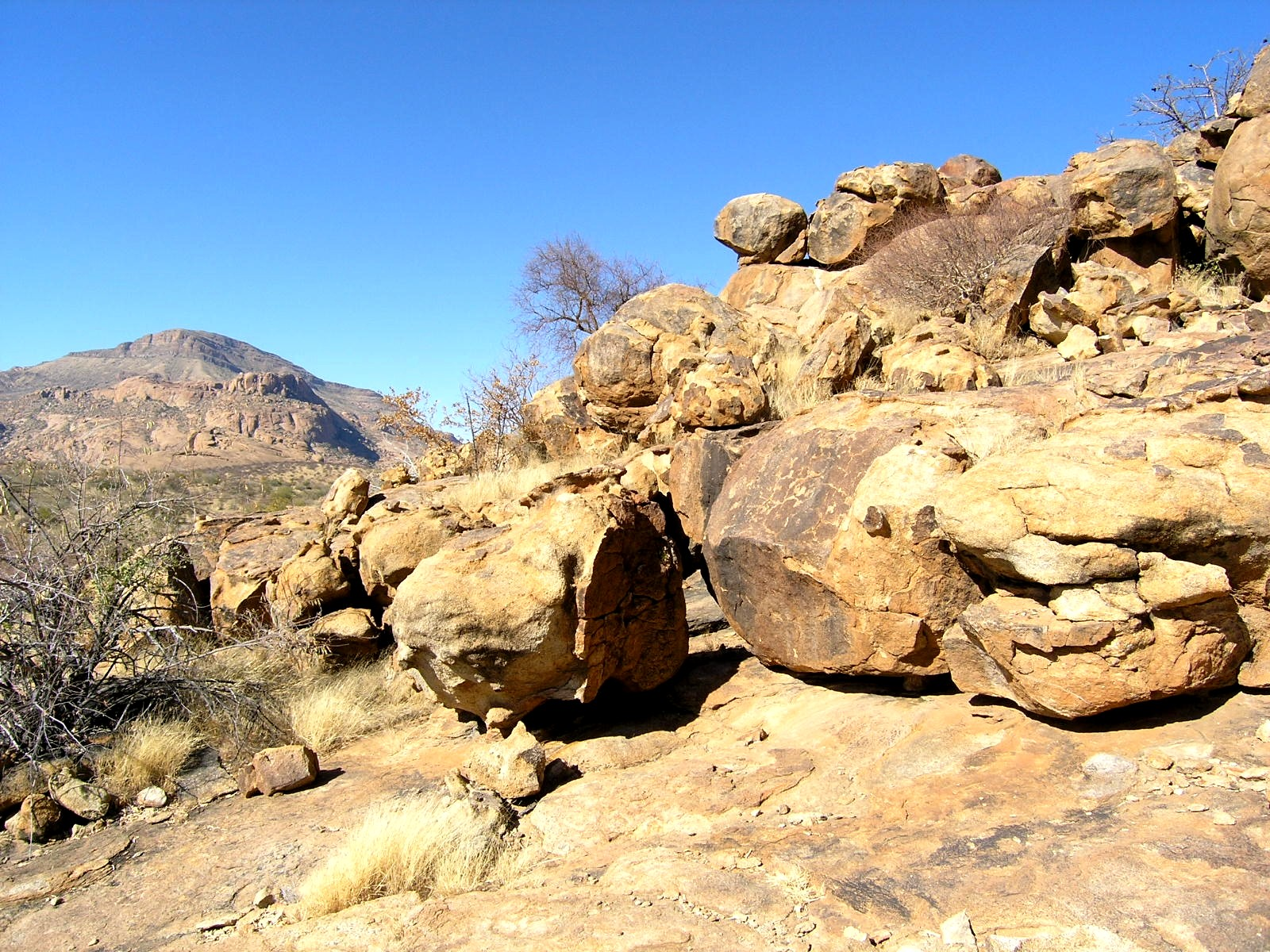
Гори Еронго

Назву області дали  гори Еронго. Значну частину території області, вздовж її атлантичного узбережжя, займає Берег Скелетів. Недалеко від Свакопмунда, на так званому мису тюленів, можна цілий рік спостерігати велику колонію цих тварин. Завдяки холодній Бенгальській течії прибережні води Еронго багаті рибою.

## Економіка

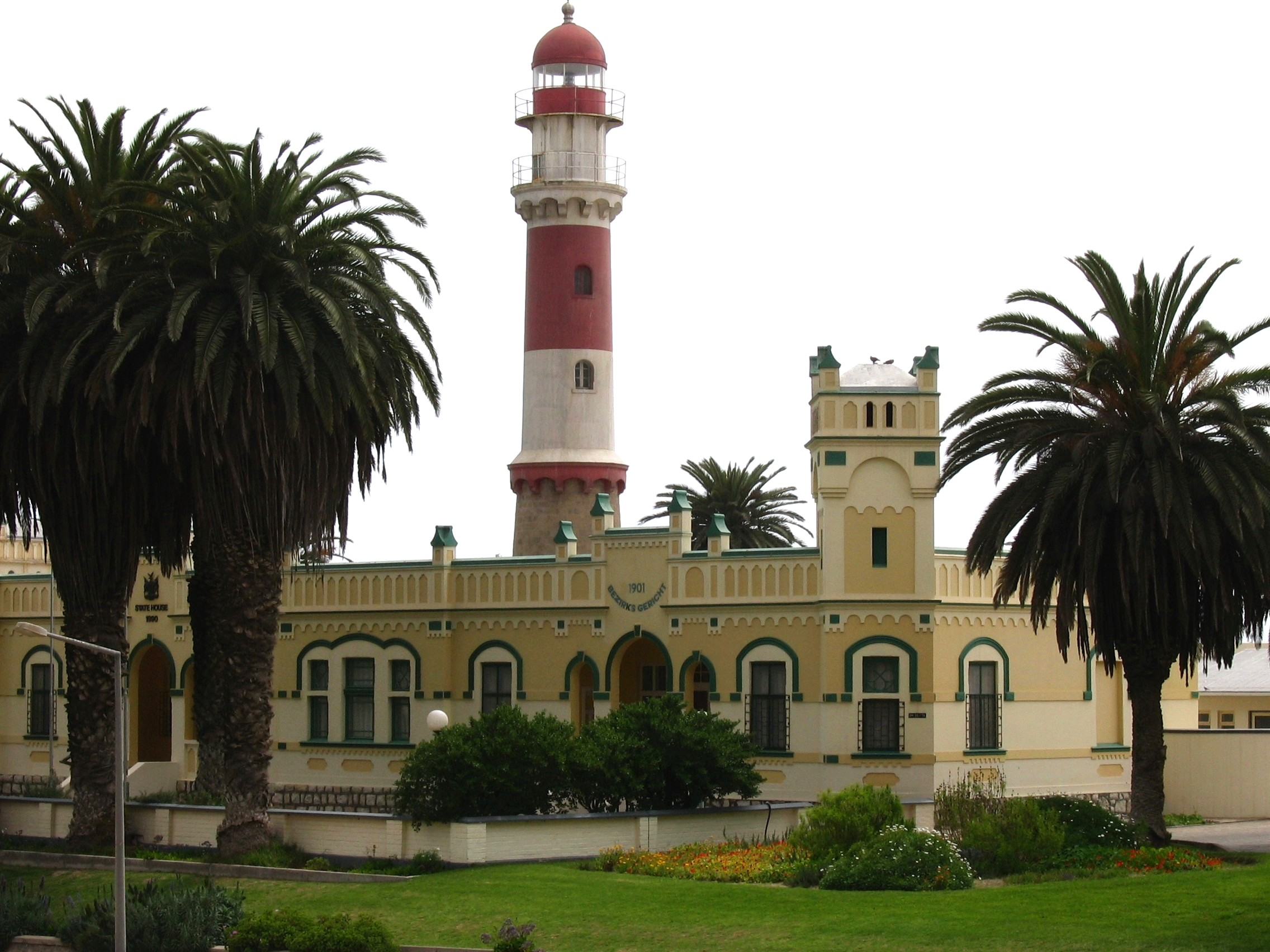
Адміністративний центр Свакопмунд

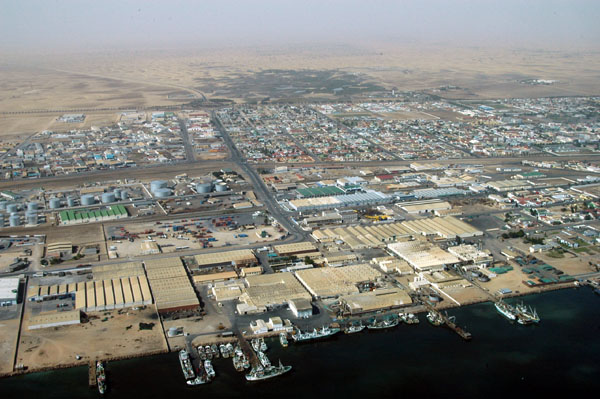
Найбільше місто області Волфіш-Бей

Регіони Омаруру, Карібіб та Окомбахе/Уіс/Тсубесес мають напівпустельний клімат, і в них в основному розвинене сільське господарство — скотарство.
В області добувають золото (рудник Навачаб), в регіоні Карібіб добувається мармур. Залив Уелвіс, що його приєднано до області 1994 року, є основним центром намібійського рибальства. Свакопмунд і Ланґстранд є популярними курортами. У Свакопмунді також присутнє промислове виробництво.

## Демографія
За переписом 2001 р. (на цей рік зафіксована кількість населення у 107 663 осіб), 80 % населення проживали у містах, 20 % — у сільській місцевості. Очікувана тривалість життя становила 59 років для жінок і 54 роки для чоловіків. Коефіцієнт народжуваності становив 3,2 дитини на одну жінку.
Найбільш розповсюдженими мовами були ошивамбо (використовувалася у 37 % родин), африкаанс (22 %) та дамар/нама (21 %). Серед осіб, старших за 15 років, рівень грамотності становив 92 %.

## Адміністративний поділ
Еронго поділяється на 7 адміністративних районів:
1. Omaruru (Омаруру)
2. Karibib (Карібіб)
3. Dâures (formerly Brandberg Constituency)
4. Arandis (Арандіс)
5. Свакопмунд
6. Walvis Bay Rural
7. Walvis Bay Urban